# هیدروکربن آروماتیک
یک هیدروکربن آروماتیک یا آرن (به انگلیسی: aromatic hydrocarbon یا arene) که گاهی با نام آریل هیدروکربن خوانده می‌شود، هیدروکربنی است که در آن پیوندهای دوگانه و یگانهٔ جایگزینی با اتم‌های کربن برقرار است. عبارت آروماتیک (aromatic) پیش از آنکه فرایند پیوند آروماتیک شناخته شود، کاربرد داشت دلیل کاربرد آن بوی شیرین بسیاری از این گونه ترکیب‌ها بود؛ واژهٔ آروماتیک به معنی خوشبو است. جایگیری شش اتم کربن در یک ترکیب آروماتیک را حلقهٔ بنزن می‌گوییم چون ساده‌ترین شکل ممکن برای این هیدروکربن‌ها بنزن است. هیدروکربن‌های آروماتیک در دو دستهٔ مونوکلینیک (MAH) و پلی کلینیک (PAH) دیده می‌شوند.
ترکیب‌هایی با نام هتروآرن (heteroarenes) که ترکیب بنزنی ندارند ولی از قاعدهٔ هوکل پیروی می‌کنند هم در ردهٔ ترکیب‌های آروماتیک جای می‌گیرند. در این ترکیب‌ها دست کم یک اتم کربن با یک هترواتم مانند اکسیژن، نیتروژن یا گوگرد جایگزین شده‌است. برای نمونه می‌توان به فوران اشاره کرد. در این ترکیب هتروسیکلی پنج اتم در حلقه‌است که یکی از آن‌ها اکسیژن است. پیریدین هم یک ترکیب هتروسیکلی دیگر است که شش اتم در حلقه دارد و یکی از اتم‌هایش نیتروژن است.

## الگوی حلقهٔ بنزن

بنزن

بنزن با فرمول C۶H۶ ساده‌ترین و نخستین هیدروکربن آروماتیک شناخته‌است که نخستین بار فردریش آگوست ککوله در سدهٔ ۱۹ میلادی آن را شناسایی کرد. هر اتم کربن در حلقهٔ شش تایی، چهار الکترون را به اشتراک می‌گذارد. که یکی به هیدروژن و باقی‌مانده به دو اتم کربن همسایه داده می‌شود که می‌تواند به صورت پیوند دوگانه یا یگانه به اشتراک گذاشته شود.
نمایش ساختار آن هم به صورت یک شش ضلعی است با حلقه‌ای در درون آن، این حلقه نشان می‌دهد که الکترون‌ها درون مولکول در اوربیتال‌هایی که میان چند اتم همسایه گسترده شده‌اند، شناورند. این نمایش همچنین طبیعت یکسان شش پیوند کربن - کربن را نشان می‌دهد (رتبهٔ پیوند ~ ۱٫۵) این تعادل در فرم‌های رزونانسی به خوبی توضیح داده شده‌است. الکترون‌ها در بالا و پایین حلقه در حرکتند و با میدان مغناطیسی که تولید می‌کنند این حلقه را مسطح نگه می‌دارند.
ویژگی‌های عمومی:
1. نمایش پیوند آروماتیک
2. نسبت کربن - هیدروژن بالا است.
3. به دلیل نسبت کربن - هیدروژن بالا این مواد با شعلهٔ دودی - زرد می‌سوزند.
4. این مواد دستخوش واکنش‌های جانشینی الکتروندوستی (الکتروفیلی) و جانشینی آروماتیکی هسته‌دوستی (نوکلئوفیلی) می‌شوند.

نخستین بار رابرت رابینسون در ۱۹۲۵ پیشنهاد داد تا از نماد دایره (حلقه) برای پیوند آروماتیک استفاده شود در سال ۱۹۵۹ پس از آنکه موریسون و بوید (Morrison & Boyd) از این نماد در کتاب شیمی آلی خود استفاده کردند، این نماد عمومی شد. امروزه برخی نشریه‌ها برای توصیف تمام سامانه‌های چرخه‌ای پی و برخی دیگر برای سامانه‌های پی که از قاعدهٔ هوکل پیروی می‌کنند، این نماد را به کار می‌برند. جانسون (Jensen) در ادامهٔ پیشنهاد اولیهٔ رابینسون بحث می‌کند که کاربرد نماد حلقه باید به پیوندهای ۶ تایی مونو در سامانهٔ الکترون‌های پی (monocyclic 6 pi-electron systems) محدود شود.

## ساخت آرن
واکنشی که از یک پیش مادهٔ حلقوی غیر اشباع یا به صورت جزئی غیراشباع، یک ترکیب آرن می‌سازد، آروماتیک کردن نام دارد. روش‌های آزمایشگاهی زیادی برای تولید مصنوعی آرن از پیش ماده‌‌های غیر آرنی وجود دارد.

## واکنش‌های آرن
در بسیاری از واکنش‌های آلی، آرن‌ها می‌توانند نقش واکنش دهنده داشته باشند:

## نگارخانه

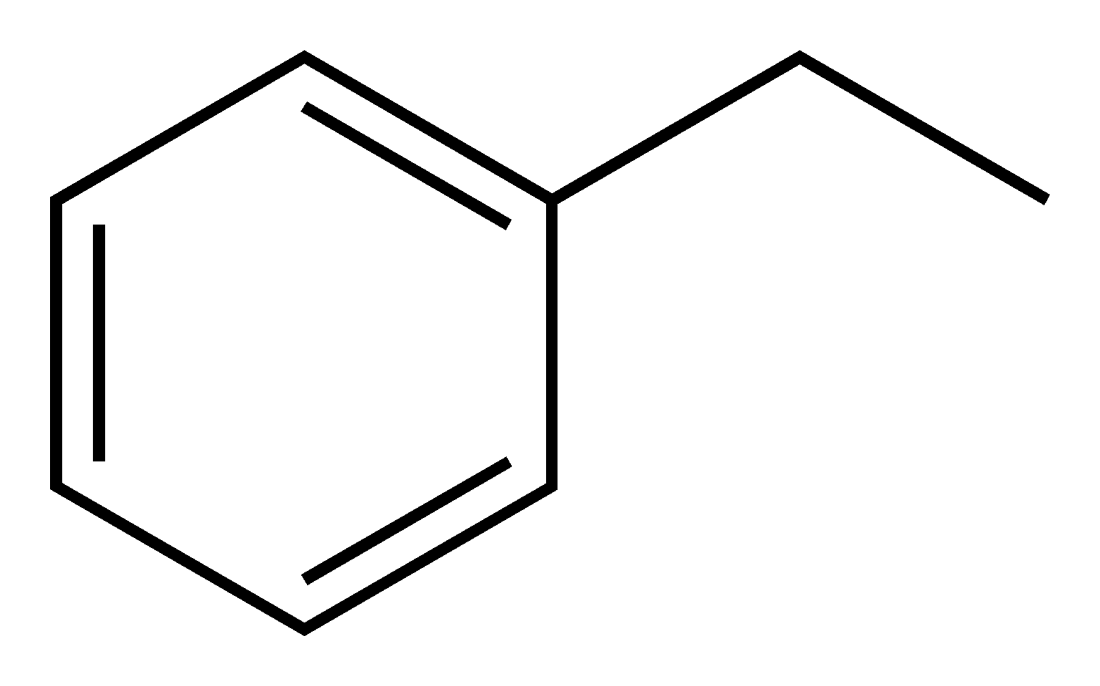
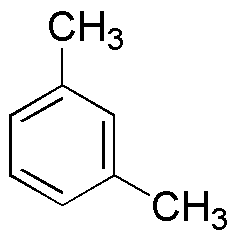
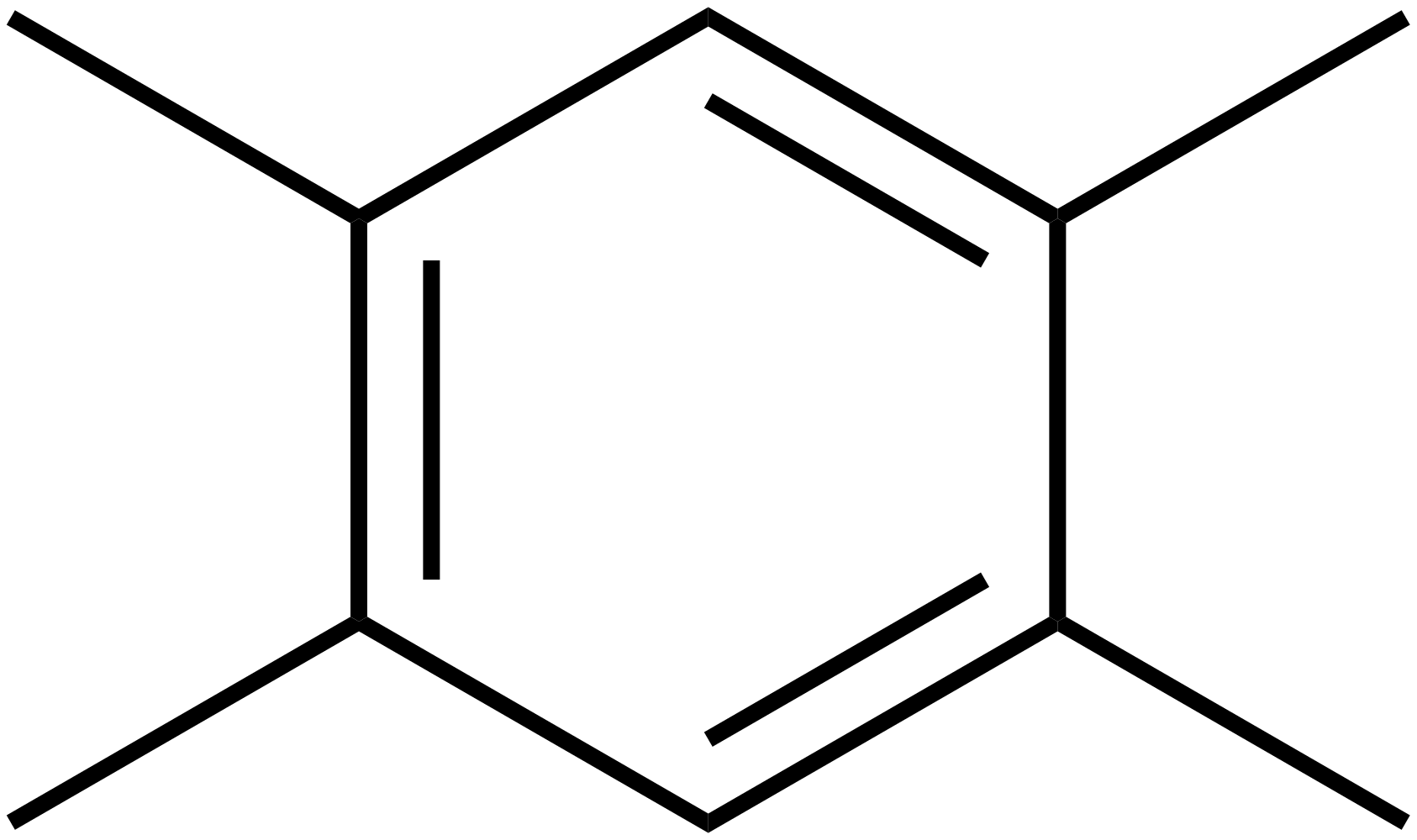